# Walter Salzmann (Ruderer)
Walter Salzmann (* 1. Juni 1922; † 27. Januar 2020) war ein deutscher Ruderer.
Er kam im Alter von 15 Jahren zum Mannheimer Ruderverein Amicitia. Als Steuermann des Achters wurde er 1938 Deutscher Vizemeister. Im Zweiten Weltkrieg war er bei der Marine. Nach dem Krieg ruderte er selbst und erreichte bei den Deutschen Meisterschaften 1951 einen dritten Platz mit dem Vierer ohne Steuermann. Sein größter Erfolg war der Gewinn mit dem Mannheimer Achter bei den Deutschen Meisterschaften 1953 im heimischen Mühlauhafen (Walter Salzmann, Dieter Kempf, Heinrich Blank, Klaus Tochtermann, Paul Deblitz, Siegfried Kuhlmey-Becker, Manfred Bartholomae, Rolf Alles, Stm. Hans Bichelmeier).
Der gelernte Kaufmann Salzmann bestritt jeweils etwa 30 Rennen als Steuermann und als Ruderer. Er erhielt 1953 das Silberne Lorbeerblatt. Sein Verein ernannte ihn 1998 zum Ehrenmitglied und zeichnete ihn 2012 für 75-jährige Vereinszugehörigkeit mit der goldenen Ehrennadel des Deutschen Ruderverbands aus.